# 末日聖徒イエス・キリスト教会賛美歌
末日聖徒イエス・キリスト教会賛美歌 （まつじつせいとイエスキリストきょうかい さんびか、英: Hymns of The Church of Jesus Christ of Latter-day Saints）は、末日聖徒イエス・キリスト教会 （通称：モルモン教会。以下、教会と略す） の公式賛美歌集である。
現在の版は、1985年に英語で出版された後、他の言語に翻訳・出版された （対応する日本語版は1989年発行）。教会では、全世界でこの賛美歌集を使用している。

## 特徴
英語版歌集については、英米の一般的な賛美歌集の形式となっている （#現歌集の構成を参照）。同じくアメリカ合衆国発祥であるエホバの証人の歌集 （王国の歌参照） が信者の作品以外を排除したのと異なり、既成教会 （主にプロテスタント） の賛美歌を多く取り入れている。そのため、クリスマスの歌やリパブリック讃歌など、一般人になじみの深い歌も掲載されている。教会員による作品か否かは、巻末の作詞者・作曲者別索引によって判別することができる。教会員による作品は、独特の教義を表明する傾向が強い （例えば、「死者の救済」 など）。
日本語版歌集は、英語版からのダイジェストである （#諸言語の版参照）。歌詞は、子供用の歌を除くと、ほとんどが文語体となっている。

## 略歴

### 英語版歌集
より詳細な解説は、英語版記事を参照のこと。
末日聖徒イエス・キリスト教会の最初の歌集は、創立者ジョセフ・スミス・ジュニアの妻、エマ・スミスによって編纂された。この歌集は1835年に 「A Collection of Sacred Hymns, for the Church of the Latter Day Saints」 として出版され、90曲 （歌詞のみ） を収録していた。このうち 30曲ほどが教会員の作と考えられ、残りはプロテスタントの賛美歌であった。
以後、教会により発行された主な英語版歌集は以下の通り：
- 1840年： 「A Collection of Sacred Hymns for the Church of Jesus Christ of Latter-day Saints in Europe」。発行地： イギリス・マンチェスター。通称、マンチェスター賛美歌集 （Manchester Hymnal）。
- 1841年版： 304曲。発行地： アメリカ合衆国イリノイ州ノーブー。
- 1889年： 「Latter-day Saints' Psalmody」。マンチェスター賛美歌集に楽譜を付けたもの。
- 1909年： 「Deseret Sunday School Songs」。日曜学校歌集 （先行歌集あり）。
- 1927年： 「Latter-day Saint Hymns」。従来の讃美歌集に替わる歌集。日曜学校歌集と併用。
- 1948年： 「Hymns: Church of Jesus Christ of Latter-day Saints」。1950年の改訂版あり。紺色表紙。
- 1985年： 「Hymns of The Church of Jesus Christ of Latter-day Saints」。現歌集。緑色表紙。

### 日本語版歌集
日本への伝道は1901年に開始され、1903年頃から賛美歌和訳の試みが始まった。大和田建樹ら 3人の日本人詩人に翻訳を依頼したとされる。しかし、日本語は英語より音節数が多く、元のメロディーに合わせて歌うことはできなかった。そのため、伝道部長ホレス・S・エンサインが日本語歌詞に合う曲を自作した。最初の日本語賛美歌集は、1905年6月に 『末日聖徒讃美歌』 として発行された （66曲。楽譜は旋律のみの譜で、エンサインの自作曲）。
1905年版日本語賛美歌集は、アメリカから派遣される宣教師にとっては馴染みのない曲ばかりで、使用に不都合をきたした。そのため、1914年から原曲で歌える新しい賛美歌集の翻訳が始められた。当時早稲田大学の学生であった高木冨五郎によって 150曲、ロイド・O・アイビーおよび山根藤七によって 70曲が翻訳され、1915年12月に新しい 『末日聖徒讃美歌』 が発行された （220曲）。これは、1909年英語版歌集 （日曜学校歌集） が底本となった。
1924年、アメリカ人宣教師らは日本から引き揚げ、日本での伝道活動は中止された。第二次世界大戦後に活動が再開され、1948年英語版歌集を底本とする新しい日本語歌集が1960年12月に発行された （紺色表紙、299曲）。訳者は、高木冨五郎とその娘 柳田聡子である。
その後、1985年に現行の英語版歌集 （緑色表紙） が発行されたのに伴い、日本語版歌集も改訂され、1989年11月に 『末日聖徒イエス・キリスト教会賛美歌』 （緑色表紙、200曲） として発行された。翻訳に参加した柳田聡子によれば、200曲の選曲に当たっては、日本各地の教会にアンケートを取ったという。

## 現歌集の構成
収録された賛美歌にはそれぞれ番号が振られており、これはだいたいの掲載ページ番号と一致する。そのため、この番号は 「賛美歌番号」 として知られる一方で、「ページ番号」 と呼ばれる場合がある。実際には、1ページを超える歌もあれば半ページに収まる歌もあるため、ページ番号と呼ぶのは不正確である。
歌の中には、歌詞が同じだったり、さらに題名まで同じであるにもかかわらず、別のメロディーが付されているものもある （英語版歌集の場合）。
この賛美歌集は複数の部からなる。最大の部分を占めるのは賛美歌自体である。巻頭には、教会の大管長会からのメッセージが掲載されており、この賛美歌集を教会また家庭で用いることによって、神の霊 （みたま） を招き入れ、教義を人々に教えるよう、教会員を励ます内容となっている。
目次によれば、賛美歌の部は主題別に複数の節に分けられている。
英語版歌集の目次
- 1番-61番の歌は、「回復」 (Restoration) として分類されている。以下同様に、
- 62番-96番　「賛美と感謝」 (Praise and Thanksgiving)
- 97番-168番　「祈りと願い」 (Prayer and Supplication)
- 169番-196番　「聖餐」 (Sacrament)
（これらの歌は、聖餐式の前に教会員によって歌われるのが典型的である。聖餐式のムードを高めるために歌われる。）
- 197番-200番　「イースター」 (Easter)
- 201番-214番　「クリスマス」 (Christmas)
- 215番-298番　「特別な主題」 (Special Topics)
- 299番-308番　「子供の歌」 (Children's Songs)
- 309番-318番　「女声用」 (For Women)
- 319番-337番　「男声用」 (For Men)
- 338番-341番　「愛国歌」 (Patriotic)。

日本語版歌集の目次
- 1番-31番　「回復」
- 32番-51番　「賛美と感謝」
- 52番-95番　「祈りと願い」
- 96番-113番　「聖餐」
- 114番-115番　「イースター」
- 116番-128番　「クリスマス」
- 129番-186番　「特別な主題」
- 187番-194番　「子供の歌」
- 195番-195番　「女声用」
- 196番-200番　「男声用」
  - 愛国歌の節は無い。

賛美歌の部の後には、さまざまな場面における指揮・演奏方法を概説する節が設けられている。
その後には、複数の索引が掲載されている。作詞者順、作曲者順、曲の音節数 （ミーター） 順（英語版の場合）、チューン・ネーム順（英語版の場合）、参照聖句順、主題順、題名・歌詞初行順の各索引である。
それぞれの賛美歌の楽譜は、（女声用・男声用の歌を除けば） 高音部・低音部からなる。ほとんどの歌は四声合唱に編曲されている。各パートに分かれて歌う教会員もいれば、斉唱する教会員もいる。
歌のページ上には、テンポ （1分間の拍数） や適切な歌い方の指示 （「喜んで」、「反省をこめて」、「活気をもって」 など） が記されている。楽譜の下には、作詞者・作曲者・編曲者の名と （判明している場合には） その生没年、歌の著作権に関する注記が掲載されている。また、歌詞の出典となった聖句、あるいは同じ主題を扱っている聖句 （聖書やモルモン書などの書名・章・節） が列挙されている。

## 諸言語の版
多くの歌は、英語以外の言語にも翻訳され、各言語で賛美歌集が出版されている。英語版歌集の歌がすべて他言語版にも掲載されているとは限らない。また、英語版歌集に載っていない歌が掲載されている場合もある。そうした独自の歌の多くは、クリスマス・ソングなどの伝統的な歌や、各国の愛国歌である。（日本語版の場合、収録曲数は英語版の 341曲に対して 200曲と、大幅に少なくなっている。一方で、現在の英語版に載っていない歌も数曲 載せられている。巻末に英語版歌集との照合表が掲載されており、読者の便宜が図られている。）
他言語版の歌の中には、かなり忠実に翻訳され、かつ韻律も整っているものもある。一方、韻律に重きを置いた結果、内容が別物になっている歌もある。さらに、厳密な翻訳ではないものの、全体としては同じ主題を保っている歌もある。

## 参考書籍
- Karen Lynn Davidson, Our Latter-day Hymns : The Stories and the Messages, Salt Lake City:Deseret Book, 1988.
- 日本伝道100周年実行委員会（編） 『世紀を越えて ― Beyond the Century : 末日聖徒イエス・キリスト教会伝道100年のあゆみ』 末日聖徒イエス・キリスト教会日本伝道100周年実行委員会、2002年。
  - 末日聖徒イエス・キリスト教会（日本）公式サイト ＞ 会員サポート ＞ 福音ライブラリー ＞ 教材 ＞ 日本教会史 でも PDF版がダウンロード可能。